# Fissarcturus patagonicus
Fissarcturus patagonicus är en kräftdjursart som först beskrevs av Axel Ohlin 1901.  Fissarcturus patagonicus ingår i släktet Fissarcturus och familjen Antarcturidae. Inga underarter finns listade i Catalogue of Life.